# Liste der Baudenkmäler in Hausweiler-Derkum
Die Liste der Baudenkmäler in Hausweiler-Derkum enthält die denkmalgeschützten Bauwerke auf dem Gebiet von Weilerswist-Hausweiler-Derkum in Nordrhein-Westfalen (Stand: 31. Dezember 2010). Diese Baudenkmäler sind in der Denkmalliste der Stadt Weilerswist eingetragen; Grundlage für die Aufnahme ist das Denkmalschutzgesetz Nordrhein-Westfalen (DSchG NRW).

| Bild           | Bezeichnung               | Lage                                                       | Beschreibung | Bauzeit | Eingetragen seit | Denkmal- nummer |
| -------------- | ------------------------- | ---------------------------------------------------------- | ------------ | ------- | ---------------- | --------------- |
| weitere Bilder | Fachwerkhaus              | Derkum Oberbroich 5 Karte                                  |              |         |                  | 6               |
| Fachwerkhaus   | Fachwerkhaus              | Derkum Oberbroich 7 Karte                                  |              |         |                  | 7               |
| weitere Bilder | Fachwerkhaus              | Derkum Lommersumer Straße 7 Karte                          |              |         |                  | 70              |
| weitere Bilder | Kapelle                   | Hausweiler Euskirchener Straße / Schneppenheimer Weg Karte |              |         |                  | 71              |
| weitere Bilder | Backsteinhof              | Ottenheim Blankenheimer Straße 32 Karte                    |              |         |                  | 72              |
| weitere Bilder | Kreuz vor Ottenheimer Hof | Ottenheim Euskirchener Straße 206 Karte                    |              |         |                  | 73              |
| weitere Bilder | Ottenheimer Hof           | Ottenheim Euskirchener Straße 206 Karte                    |              |         |                  | 74              |
| BW             | Knipphof Derkum           | Derkum Euskirchener Straße 79 Karte                        |              |         |                  | 79              |
| Hofanlage      | Hofanlage                 | Hausweiler Kapellenstraße 13 Karte                         |              |         |                  | 80              |
| weitere Bilder | Kriegsgräberstätte        | Hausweiler Euskirchener Straße / Schneppenheimer Weg Karte |              |         |                  | 134             |
| weitere Bilder | Bahnhof Derkum            | Ottenheim Blankenheimer Straße Karte                       |              |         |                  | 135             |

- Karte mit allen Koordinaten:
- OSM |
- WikiMap